# Poelberg ('s-Heer Arendskerke)
De Poelberg is een vliedberg van 0,5 meter hoog gelegen bij het Zeeuwse dorp 's-Heer Arendskerke. Archeologisch onderzoek uit 2004/2005 wees uit dat de berg voordat die in 1954 grotendeels werd afgegraven bestond uit twee motteheuvels, waarvan de grootste een diameter had van vijftig meter en de kleinste een diameter van dertig meter. De heuvels dienden waarschijnlijk als hoofdburcht en voorburcht en werden beide omringd door een slotgracht van twintig meter doorsnede. Beide burchten werden met elkaar verbonden door een houten brug die rond 1150 gebouwd werd. Waarschijnlijk heeft op de top van de hoogste motte een bakstenen woonburcht gestaan.
Het terrein is in 2007 opgenomen in het Rijksmonumentenregister onder monumentnummer 529215.

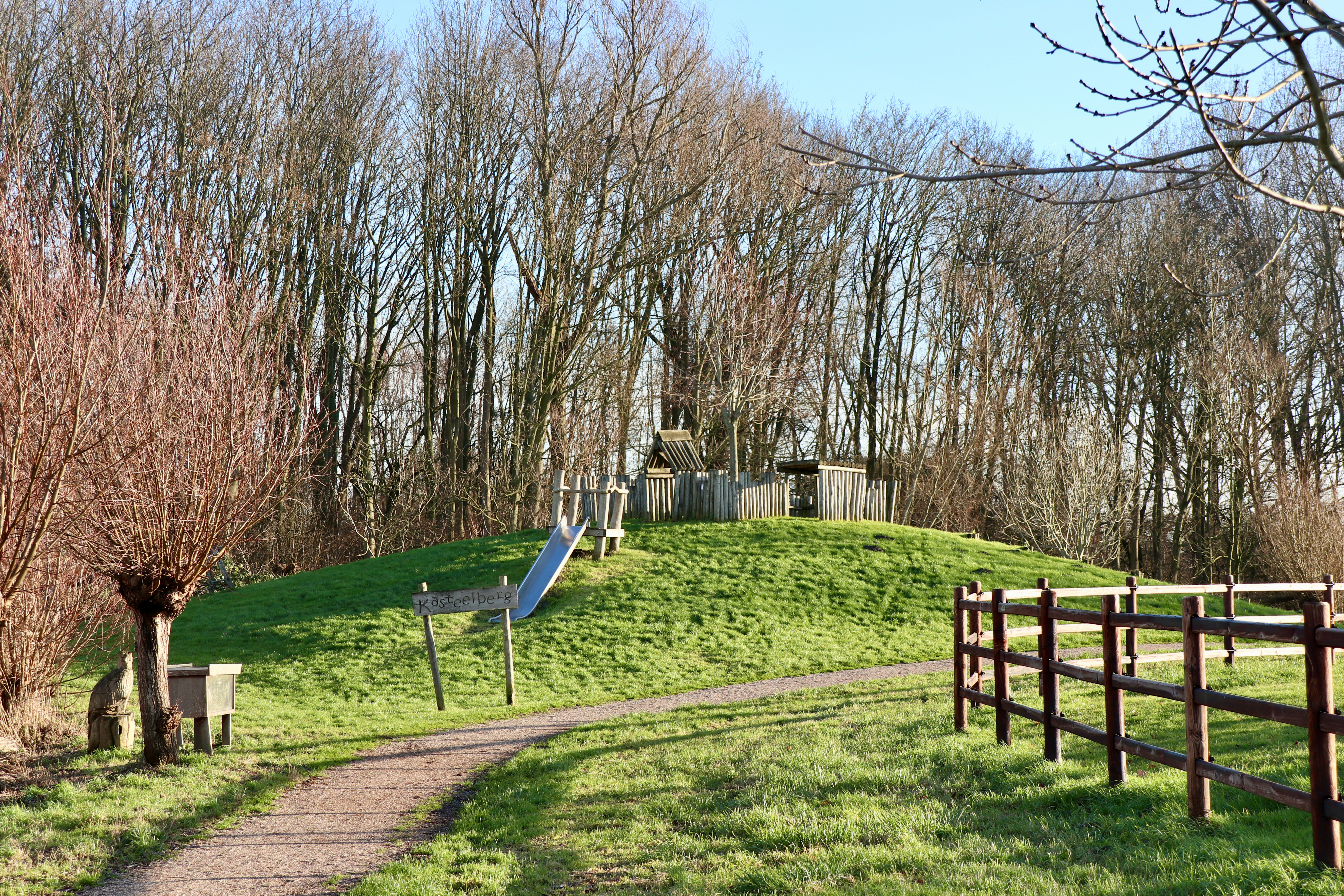
Natuurspeeltuin De Kasteelberg op het terrein van de vliedberg

De vliedberg ligt ten zuiden van de woonwijk aan de Bewestenwege. Tijdens en na de bouw van deze woonwijk is door bewoners van het dorp op het terrein van de vliedberg een natuurspeeltuin "De Kasteelberg" aangelegd. Het ontwerpbureau Jootje Vaas uit Wilhelminadorp maakte het ontwerp voor de speeltuin samen met de kinderen van het dorp. De speeltuin is op 25 mei 2015 officieel geopend door wethouder Jo-Annes de Bat.